# Tébessa
Tébessa (em árabe: تبسة) é a capital da província de Tébessa, na Argélia, a 20 quilômetros a oeste da fronteira com a Tunísia. A cidade é famosa pelos tradicionais tapetes argelinos da região, e é o lar de mais de 634.332 pessoas (em 2007).

## História
Tébessa foi primeiramente uma cidade da Numídia, na época um entreposto de Cartago no século VII AC. Em 146 AC, tornou-se parte do Império Romano desaparecendo durante invasão árabe do VII século,,  durante aquele período era conhecida como Theveste. (Hekatompyle em grego).

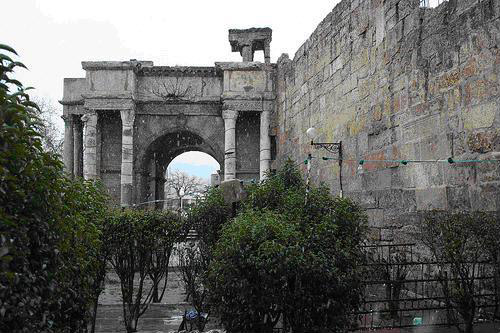
Ruinas romanas em Tébessa

Durante o século IV e V DC Theveste era um centro de maniqueísmo. Em junho de 1918, um códice de 26 folhas escritas em latim por maniqueístas foi descoberto em uma caverna perto da cidade. Um mês depois, Henri Omont encontrou as desaparecidas 13 iniciais folhas. O livro inteiro é agora conhecido como o Tebessa codex e é mantido em Colônia. 
Mais tarde, durante no século XVI, os otomanos estabeleceram uma pequena guarnição militar no local. Em 1851 foi ocupada pelos franceses. Sob o nome de Tébessa, tornou-se a capital do cantão, então um distrito do departamento de Constantine, na Argélia, mais tarde, tornou-se capital de um distrito do departamento de Bône (atual Annaba), e em 1974 passou ser a capital da província homônima.   